# ABC Africa
Pour plus de détails, voir Fiche technique et Distribution.
ABC Africa (en persan : آ.ب.س. آفریقا, A.B.C āfriqā) est un film documentaire iranien sorti en 2001, écrit et réalisé par Abbas Kiarostami.

## Synopsis
En avril 2000, en Ouganda, Abbas Kiarostami et son assistant, Seifollah Samadian, sollicités par une association humanitaire, le Fida, débarquent à Kampala. Pendant une dizaine de jours, ils découvrent de nombreux enfants ayant perdu leurs parents à cause du Sida. Leur caméra témoigne d'une Afrique joyeuse malgré la souffrance et la maladie.

## Fiche technique
- Titre : ABC Africa
- Réalisation et scénario : Abbas Kiarostami
- Photographie : Seyfolah Samadian
- Production : Marin Karmitz et Abbas Kiarostami
- Format : couleur - Son : mono
- Genre : Documentaire
- Durée : 84 minutes
- Date de sortie :
  -  Iran : 2001
  -  France : 24 octobre 2001

## Distribution
- Abbas Kiarostami : lui-même
- Seyfolah Samadian : lui-même